# 喬氏南美南極魚
喬氏南美南極魚為輻鰭魚綱鱸形目南極魚亞目南極魚科的其中一種，分布於南美洲阿根廷及智利海域，為底棲性魚類，屬肉食性，生活習性不明。

## 擴展閱讀
維基物種上的相關：喬氏南美南極魚